# José Manuel Naranjo
José Manuel Naranjo Linares (Las Palmas de Gran Canaria, Las Palmas, 1 de julio de 1965) es un expedicionario y explorador polar español con varios récords del mundo y la apertura de nuevas rutas en travesías polares.

## Expediciones destacadas
En el año 2001 realizó la travesía polar más rápida de la historia junto con Ramón Larramendi al atravesar 2.225 km de casquete polar de Groenlandia en 32 días con un trineo arrastrado por cometas desde la costa, cerca de la población de Narsaq en el sur de Groenlandia hasta un fiordo cerca de la población de Qeqertat en el Noroeste de Groenlandia.
En 2003 junto con José Mijares atravesó con esquís el Golfo de Botnia en el Mar Báltico entre las poblaciones de Oulu, Finlandia y Piteå, Suecia siendo las primeras personas del mundo en realizar esta travesía.
En el año 2009 realizó junto a Ingrid Ortlieb la travesía más larga jamás acometida a nivel mundial del Penny Ice Cap en la isla de Baffin, Nunavut, Canadá.
En 2011 junto con los australianos Eric Philips, Pat Farmer y Clark Carter realizó la travesía con esquís desde el Polo Norte Geográfico hasta la costa de Canadá sobre la cambiante banquisa del Océano Ártico. Siendo hasta la fecha el único español en haber realizado dicha travesía.
También junto a Ingrid Ortlieb, en el año 2012 realizó la primera travesía mundial con esquís y en total autonomía del Barnes Ice Cap situado en la isla de Baffin por su ruta más larga.

## Premios
Premio de la Sociedad Geográfica Española 2001 al mejor viaje del año por la expedición Transgroenlandia 2001.

## Certificaciones
Primer y hasta la fecha único español en obtener la certificación "Master Polar Guide" de la International Polar Guide Association (IPGA).

## Conferencias
También es un conferenciante motivacional que ha impartido conferencias audiovisuales en multitud de instituciones, organismos, empresas, colegios, centros culturales, etc. como el Ayuntamiento de Vigo, la Universidad Autónoma de Madrid, la Escuela Nacional de Policía, la Sociedad Geográfica Española, la Fundación Ramón Areces (El Corte Inglés), el IE (Instituto de Empresa), etc.

## Obras
Ha relatado algunas de sus expediciones y viajes polares en varios libros y artículos:
- "Donde el sol se hiela" (2007), libro de gran formato editado por UCI.[11]
- "Supervivencia Deportiva" (1990), coautor, editado por ediciones Penthalón ISBN 978-84-86411-56-5.
- Artículo "Trans-Groenlandia 2001. La travesía polar más larga de la historia", marzo de 2002, Boletín número 11 de la Sociedad Geográfica Española.[12]
- Artículo "Transbáltico 2003. Diciembre 2003, Boletín número 16 de la Sociedad Geográfica Española.[13]